# Gelübde
Ein Gelübde (von althochdeutsch gilubida „geloben“) ist ein feierlich abgelegtes Versprechen, sich an eine Regel zu halten oder einen Vorsatz (zum Beispiel eine Pilgerreise) zu erfüllen. Der Begriff wird im religiösen Zusammenhang verwendet, aber auch für feierliche säkulare Versprechen wie Eide oder Schwüre, besonders in der Schweiz und Österreich.

## Gelübde als religiöses Versprechen
Außerhalb des jüdisch-christlichen Traditionsraumes gibt es Gelübde als religiöses Versprechen unter anderem auch in Altägypten, im antiken Rom oder in östlichen Religionen. 

### Das Gelübde im Alten Testament
Im Alten Testament  ist das Gelübde eine „häufig und wie selbstverständlich praktizierte Art des Verhaltens Gott gegenüber“.
Im 4. Buch Mose im 30. Kapitel (Num 30) wird auf die unbedingte Verpflichtung von Gelübden von Männern und die sie bedingt eingegangen, weil die Zustimmung des Vaters oder des Mannes die Geltung von Gelübden von Frauen abhängig sei.
Prominent ist das Nasiräergelübde, das auch Johannes der Täufer und zeitweise Paulus abgelegt haben soll. 
Ein weiteres Beispiel eines Gelübde im Alten Testament ist das von Jiftachs, eines Richters im Alten Testament der Bibel.

### Römisch-katholische Kirche
In der katholischen Kirche wird unter einem Gelübde das wohlüberlegte und freie Gott dargebrachte Versprechen verstanden, das auf ein höheres Gut Bezug nehmen und dessen Erfüllung möglich sein muss. Gegen die Kritik der reformierten Theologie hält die katholische Kirche am Wert von Gelübden fest und sieht in ihnen einen Akt der „Gottesverehrung“, „ein[en] Akt der Hingabe, durch den sich der Christ Gott weiht oder ihm ein gutes Werk verspricht.“
Oftmals handelt es sich um das Versprechen eines Lebens nach den evangelischen Räten. Hierbei wird differenziert zwischen öffentlichen Gelübden (z. B. Ordensgelübde), die von einem kirchlichen Amtsträger (etwa vom Bischof oder Oberen) im Namen der Kirche entgegengenommen werden, und privaten Gelübden. Von privaten Gelübden kann aus gutem („gerechtem“) Grund dispensiert werden.
Die Gelübde werden meist bei einer Versammlung im Kapitelsaal oder innerhalb eines öffentlichen Gottesdienstes entweder nach der Predigt am Altar oder bei den Orden in ignatianischer Tradition vor dem Kommunionempfang gegenüber einem Vertreter des Oberen bzw. der Oberin abgelegt.

### Das Gelübde in östlichen Religionen
- Mahavratam – ein Gelübde der Yoga-Praktizierenden
- Bodhisattva-Gelübde – ein Gelübde des chinesischen und japanischen Buddhismus sowie die Gelübde der Bodhisattvas im Vajrayana

## Gelübde als profanes Versprechen

### Schweizer Recht
In der Schweiz wird als Gelübde die weltliche Form eines Eides oder Schwurs bezeichnet, d. h. ein feierliches Versprechen ohne Anrufung Gottes; siehe Vereidigung (Schweiz).